# House of Many Windows
La House of Many Windows (« la maison aux multiples fenêtres ») est une structure troglodytique du comté de Montezuma, dans le Colorado, aux États-Unis. Elle est protégée au sein du parc national de Mesa Verde.